# Жаборюк Анатолій Андрійович
Анатолій Андрійович Жаборюк (1 травня 1924, с. Ново-Миколаївка, (згодом с. Конопляне Іванівського району), Одеської округи, Одеської губернії —  14 жовтня 2021, м. Одеса) — український літературознавець, мистецтвознавець, професор.

## Біографія
А. А. Жаборюк народився 1 травня 1924 року в с. Ново-Миколаївка (нині с. Конопляне Іванівського району) на Одещині.
Отримавши середню освіту, закінчив курси вчителів української мови і літератури при Одеському обласному відділі освіти.
В 1944—1945 роках перебував у лавах Червоної Армії. Воював у складі частин 3-го Українського фронту.
Повернувшись з війни, вчителював, був директором школи.
В 1949 році закінчив філологічний факультет Одеського педагогічного інституту. Потім навчався в аспірантурі.
В 1955 році захистив дисертацію на здобуття наукового ступеня кандидата філологічних наук. Згодом присвоєно вчене звання доцента.
В 1951—1960 роках  викладав в Одеському державному педагогічному інституті імені К. Д. Ушинського, в 1956—1960 роках  обіймав посаду заступника директора (проректора) інституту з навчальної та наукової роботи.
У зв'язку з об'єднанням філологічних факультетів педагогічного інституту та університету, в 1960 році  перейшов до Одеського державного університету імені І. І. Мечникова. В 1964—1970 роках був деканом філологічного факультету. З 1967 року до виходу на пенсію працював на  кафедрі теорії літератури і компаративістики.
В 1993 році  присвоєно вчене звання професора.
Помер 14 жовтня 2021 року в Одесі.

## Наукова діяльність
Наукові пошуки зосереджені навколо проблем теорії літератури, історії і теорії образотворчого мистецтва, взаємозв'язків літератури і живопису.
Є автором 9 монографій, 3-х навчальних посібників та понад 40 наукових статей.

### Праці
- Поезія Михайла Стельмаха/ А. А. Жаборюк.// Наукові записки Одеського державного педагогічного інституту ім. К. Д. Ушинського. — Т. XXV. Кафедра української мови і літератури. — Одеса, 1960. — С. 3—21.
- Повість Михайла Стельмаха «Над Черемошем»/ А. А. Жаборюк// Наукові записки Одеського державного педагогічного інституту ім. К. Д. Ушинського. — Т. XXV. Кафедра української мови і літератури. — Одеса, 1960. — С. 23—37.
- Український живопис доби середньовіччя / А. А. Жаборюк. — Київ, Одесса: Вища школа, 1978. — 199 с.
- Український живопис останньої третини XIX — початку XX століття / А. А. Жаборюк. — Київ: Либідь, 1990. — 307.
- Малярська творчість Тараса Шевченка/ А. А. Жаборюк. — Одеса: Астропринт, 2000. — 120 с.
- Давнє українське малярство (ХІ-XVIII ст.): монографія / А. А. Жаборюк. — Одеса: Маяк, 2003. — 208 с.
- Про літературу, малярство і українську національну ідею/ А. А. Жаборюк. — Одеса: Астропринт. 2008. — 168с.
- Художній світ доби Відродження (ідеї, образи, стиль): посібник з історії світової художньої культури / А. А. Жаборюк. — Одеса: Астропринт, 2010. — 192 с.

## Нагороди
- Ордени Слави ІІІ ступеня, Вітчизняної Війни ІІ ступеня, «За мужність» ІІІ ступеня
- Медалі

## Родина
- Дочка: Жаборюк Олена Анатоліївна[2] (1949—2019) — доктор філологічних наук, професор; працювала в Одеському національному університеті імені І. І. Мечникова.
- Дочка: Жаборюк Ірина Анатоліївна — кандидат філологічних наук, доцент; працювала у Південноукраїнському національному педагогічному університеті імені К. Д. Ушинського..